# Basići
Basići (cyr. Басићи) – wieś w północnej Bośni i Hercegowinie, w Republice Serbskiej, w gminie Čelinac. W 2013 roku liczyła 60 mieszkańców.

## Położenie
Wieś położona jest około 15 km na południe w linii prostej od miasta Banja Luka. Na północny wschód od miejscowości, w odległości ok. 1,5 km, położona jest wieś Kablovi, na zachód, w odległości ok. 1 km, Šahinovići, 3 km na wschód Podosoje. Około 9 km na zachód w linii prostej od wsi, przebiega droga magistralna M16, do której dojazd częściowo wiedzie drogą regionalną R414. 7 km na wschód w linii prostej przebiega droga magistralna M4.
Zajmuje powierzchnię 2,46 km². Przez teren wsi przepływa ciek Kablovačke. Położona jest na małym wzgórzu, na wysokości ok. 300 m n.p.m.

## Demografia
W 2013 wieś zamieszkiwało 60 osób w 25 gospodarstwach domowych, co stanowiło ok. 0,35% populacji gminy. W 1991 – 237 osób, w tym 222 Muzułmanów z narodowości (Boszniaków) oraz 15 Serbów. W 1981 we wsi mieszkało 245 osób, w tym 230 Muzułmanów z narodowości i 14 osób narodowości serbskiej. W 1971 liczyła 223 mieszkańców – 207 Muzułmanów z narodowości, 13 Serbów i 3 Jugosłowian. W 1961 zamieszkiwało ją 228 osób, w tym 161 Muzułmanów z narodowości, 47 Serbów i 20 Jugosłowian. Od 1981, kiedy to zanotowano największą liczbę ludności po 1960, w stosunku do 2013, populacja wsi zmniejszyła się o ponad 75%. Gęstość zaludnienia w 2013 wynosiła blisko 21 os./km².

## Historia
Od 1 grudnia 1918 miejscowość położona była na terenie Królestwa Serbów, Chorwatów i Słoweńców. W 1929 nazwę państwa przekształcono w Królestwo Jugosławii. Podczas II wojny światowej obszar znajdował się pod okupacją III Rzeszy i Królestwa Włoch, które zezwoliły na utworzenie marionetkowego kraju – Niepodległego Państwa Chorwackiego. W listopadzie 1945 wieś znalazła się w granicach Socjalistycznej Federacyjnej Republiki Jugosławii, w Republice Bośni i Hercegowiny. Od 1992, w wyniku rozpadu Jugosławii, wieś położona jest na terenie Bośni i Hercegowiny, w Republice Serbskiej.